# Moyaux
Moyaux est une commune française, située dans le département du Calvados en région Normandie, au cœur du pays d'Auge, peuplée de 1 369 habitants.

## Géographie

### Localisation
Ce bourg est situé en pays d'Auge, pays des pommiers, des maisons à colombages et des chevaux, à une douzaine de kilomètres de Lisieux et à une vingtaine de kilomètres des plages de la Côte de Grâce (Honfleur) et de la Côte Fleurie (Trouville, Deauville). Des haras se trouvent à proximité (voir le circuit des haras) et tous les commerces sont représentés.
Moyaux dispose d'une infrastructure qui permet de passer un moment de détente et de dépaysement à la campagne, mais à la porte d'une ville de 25 000 habitants (Lisieux), la mer est à 20 minutes, le pont de Normandie à environ 30 minutes.
Couvrant 1 623 hectares, son territoire était le plus étendu du canton de Lisieux-1.
| Le Pin                                | Le Pin           | Le Pin, Asnières (Eure) |
| Saint-Philbert-des-Champs, Fauguernon | Moyaux           | Asnières (Eure)         |
| Hermival-les-Vaux                     | Ouilly-du-Houley | Fumichon                |

### Hydrographie
La commune est située dans le bassin Seine-Normandie. Elle est drainée par le ruisseau des Marnes,.

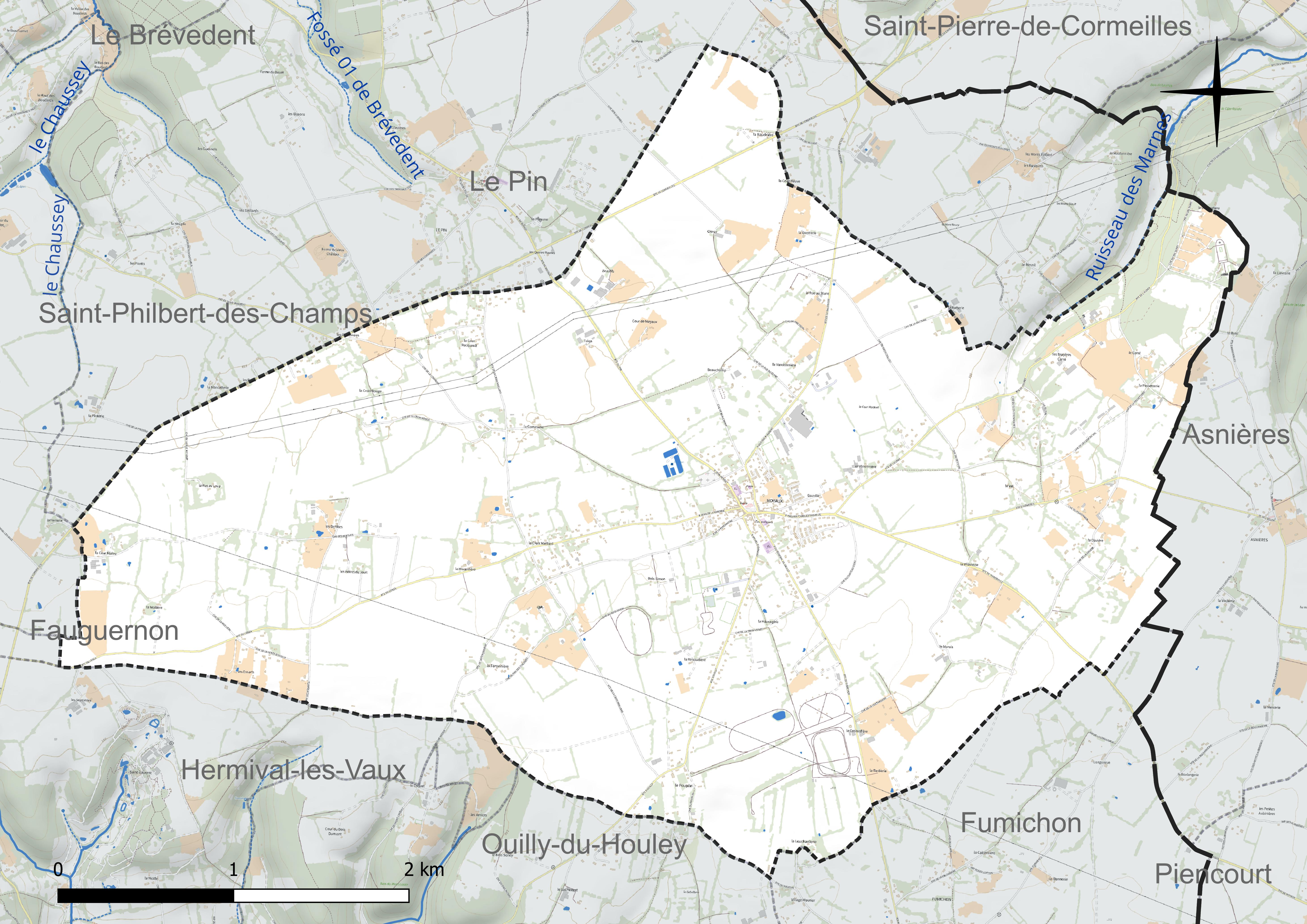
Réseau hydrographique de Moyaux.

### Climat
Pour des articles plus généraux, voir Climat de la Normandie et Climat du Calvados.
En 2010, le climat de la commune est de type climat océanique franc, selon une étude du CNRS s'appuyant sur une série de données couvrant la période 1971-2000. En 2020, Météo-France publie une typologie des climats de la France métropolitaine dans laquelle la commune est exposée à un climat océanique et est dans la région climatique  Côtes de la Manche orientale, caractérisée par un faible ensoleillement (1 550 h/an) ; forte humidité de l'air (plus de 20 h/jour avec humidité relative > 80 % en hiver), vents forts fréquents.
Pour la période 1971-2000, la température annuelle moyenne est de 10,2 °C, avec  une amplitude thermique annuelle de 13,1 °C. Le cumul annuel moyen de précipitations est de 843 mm, avec 12,5 jours de précipitations en janvier et 8,4 jours en juillet. Pour la période 1991-2020, la température moyenne annuelle observée sur la station météorologique la plus proche, située sur la commune de Lisieux à 11 km à vol d'oiseau, est de 11,7 °C et le cumul annuel moyen de précipitations est de 881,4 mm,. Pour l'avenir, les paramètres climatiques de la commune estimés pour 2050 selon différents scénarios d'émission de gaz à effet de serre sont consultables sur un site dédié publié par Météo-France en novembre 2022.

## Urbanisme

### Typologie
Au 1er janvier 2024, Moyaux est catégorisée bourg rural, selon la nouvelle grille communale de densité à 7 niveaux définie par l'Insee en 2022.
Elle est située hors unité urbaine. Par ailleurs la commune fait partie de l'aire d'attraction de Lisieux, dont elle est une commune de la couronne,. Cette aire, qui regroupe 57 communes, est catégorisée dans les aires de 50 000 à moins de 200 000 habitants,.

### Occupation des sols
L'occupation des sols de la commune, telle qu'elle ressort de la base de données européenne d'occupation biophysique des sols Corine Land Cover (CLC), est marquée par l'importance des territoires agricoles (94,8 % en 2018), une proportion sensiblement équivalente à celle de 1990 (95,1 %). La répartition détaillée en 2018 est la suivante : 
prairies (47,5 %), terres arables (47,3 %), zones urbanisées (3,5 %), forêts (1,7 %). L'évolution de l'occupation des sols de la commune et de ses infrastructures peut être observée sur les différentes représentations cartographiques du territoire : la carte de Cassini (XVIIIe siècle), la carte d'état-major (1820-1866) et les cartes ou photos aériennes de l'IGN pour la période actuelle (1950 à aujourd'hui).

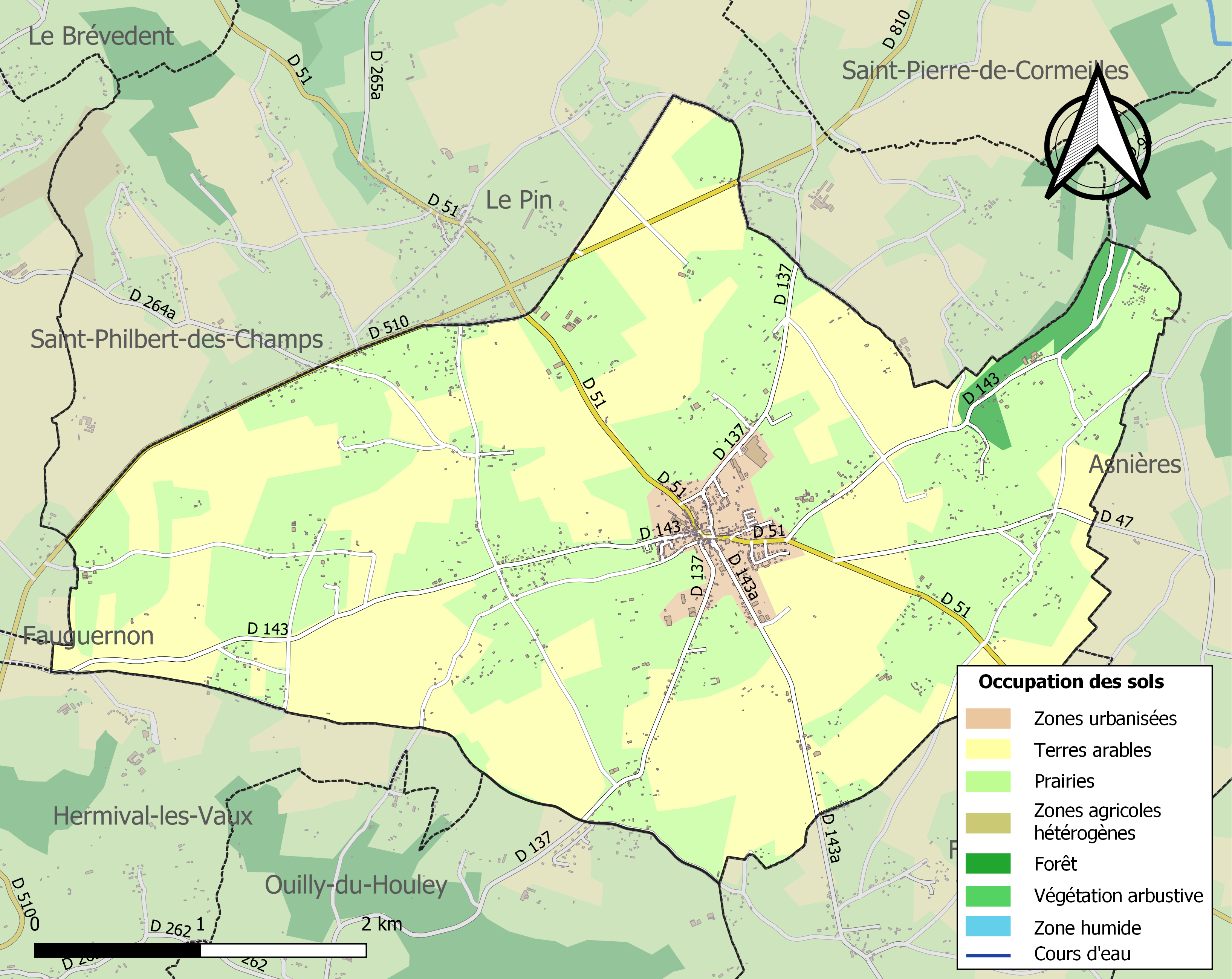
Carte des infrastructures et de l'occupation des sols de la commune en 2018 (CLC).

## Toponymie
Le nom de la localité est attesté sous les formes Moias en 1068 - 1076 (Bates 212) ; Moiaz et Moyaz en 1155 (Magni rotuli, p. 37 et 60) ; [Decanatus de] Moyas et [de] Moaz en 1205 ; Moead et Moeaux en 1262 (Chartes citées dans le pouillé de Lisieux, p. 22, note 5) ; Moyad en 1284 (Cartulaire normand n° 1028, p. 266) ; Moiaus en 1723 (d'Anville).
Albert Dauzat n'a pas évoqué ce toponyme, sans doute par manque de formes anciennes et d'arguments. René Lepelley à sa suite, considère Moyaux de « sens obscur ». François de Beaurepaire se contente d'un laconique « origine indéterminée ».
Le gentilé est Moyausain.

## Histoire
Le village de Moyaux, qui s'étend dans la plaine non loin de l'ancienne voie romaine reliant Lisieux à Lillebonne, a toujours été une localité importante. Sous l'Ancien Régime, c'est le chef-lieu d'une sergenterie et d'un doyenné qui regroupe trente-cinq paroisses et trois prieurés. Des titres de 1480 à 1543 mentionnent une maladrerie à Moyaux, qui disparait dès le début du XVIIIe siècle. La terre est alors divisée en plusieurs fiefs, dont l'un porte le nom de Moyaux.
La localité de Moyaux est mentionnée en 1184 dans les rôles de l'Échiquier de Normandie comme appartenant à Philippe et Béatrice de Moiaz. Richard de Moyaux est abbé de Bernay entre 1204 et 1220. Le fief change plusieurs fois de nom. Il appartient au XVe siècle à la famille de Bienfaite, au XVIIe siècle à la puissante famille D'Osmont et au XVIIIe siècle à la famille de Boctey.
La Révolution française perturbe la tranquillité du village. Des tensions religieuses naissent : la paroisse se retrouve avec deux curés, l'un acceptant de prêter serment de fidélité aux Révolutionnaires, l'autre refusant. Parallèlement, la France est divisée en départements, en districts et en cantons. Moyaux devient chef-lieu de canton. Un statut qu'elle perd quelques années plus tard en 1801, lors du redécoupage cantonal de l'an IX (1801).

## Politique et administration

### Commune
| Période                                  | Période   | Identité                 | Étiquette           | Qualité                         |
| ---------------------------------------- | --------- | ------------------------ | ------------------- | ------------------------------- |
| 1897                                     | 1925      | Paul Boivin-Champeaux    | Gauche démocratique | avocat                          |
| 1925                                     | 1945      | Jacques Boivin-Champeaux |                     | inspecteur général des finances |
| ?                                        | ?         | Philippe Charles         |                     |                                 |
| 1995                                     | mars 2014 | Michel Tesson            | DVD                 | Médecin                         |
| mars 2014                                | En cours  | Benoît Charbonneau       | DVD                 | Producteur fermier              |
| Les données manquantes sont à compléter. |           |                          |                     |                                 |

Le conseil municipal est composé de quinze membres dont le maire et quatre adjoints.

### Intercommunalité
La commune de Moyaux a fait partie de la communauté de communes Moyaux Porte du Pays d'Auge, créée le 7 juillet 1993 et dissoute le 1er janvier 2013, à la suite de sa fusion avec la communauté de communes Lisieux Pays d'Auge, permettant ainsi de créer le même jour la communauté de communes Lintercom Lisieux Pays d'Auge Normandie.
Le 1er janvier 2017, Moyaux est intégrée à la communauté d'agglomération de Lisieux-Normandie, nouvelle entité créée à la suite de la fusion des communautés de communes de Lintercom Lisieux - Pays d'Auge - Normandie, du Pays de Livarot, du Pays de l'Orbiquet, de la Vallée d'Auge et des Trois Rivières dans le cadre de la loi NOTRe.

## Démographie

### Évolutions démographiques
L'évolution du nombre d'habitants est connue à travers les recensements de la population effectués dans la commune depuis 1793. Pour les communes de moins de 10 000 habitants, une enquête de recensement portant sur toute la population est réalisée tous les cinq ans, les populations de référence des années intermédiaires étant quant à elles estimées par interpolation ou extrapolation. Pour la commune, le premier recensement exhaustif entrant dans le cadre du nouveau dispositif a été réalisé en 2007.
En 2022, la commune comptait 1 369 habitants, en évolution de +1,26 % par rapport à 2016 (Calvados : +1,58 %, France hors Mayotte : +2,11 %).
Moyaux a compté jusqu'à 1 400 habitants en 1821. Elle est, après Lisieux, la commune la plus peuplée du canton.
| 1793  | 1800  | 1806  | 1821  | 1831  | 1836  | 1841  | 1846  | 1851  |
| ----- | ----- | ----- | ----- | ----- | ----- | ----- | ----- | ----- |
| 1 249 | 1 153 | 1 353 | 1 400 | 1 360 | 1 333 | 1 308 | 1 211 | 1 160 |

| 1856  | 1861  | 1866  | 1872  | 1876  | 1881 | 1886 | 1891 | 1896 |
| ----- | ----- | ----- | ----- | ----- | ---- | ---- | ---- | ---- |
| 1 148 | 1 105 | 1 121 | 1 004 | 1 057 | 977  | 968  | 961  | 915  |

| 1901 | 1906 | 1911 | 1921 | 1926 | 1931 | 1936 | 1946 | 1954 |
| ---- | ---- | ---- | ---- | ---- | ---- | ---- | ---- | ---- |
| 880  | 860  | 792  | 726  | 784  | 718  | 707  | 704  | 684  |

| 1962 | 1968 | 1975 | 1982 | 1990  | 1999  | 2006  | 2007  | 2012  |
| ---- | ---- | ---- | ---- | ----- | ----- | ----- | ----- | ----- |
| 658  | 746  | 857  | 931  | 1 185 | 1 235 | 1 307 | 1 317 | 1 348 |

| 2017  | 2022  | - | - | - | - | - | - | - |
| ----- | ----- | - | - | - | - | - | - | - |
| 1 359 | 1 369 | - | - | - | - | - | - | - |

## Lieux et monuments

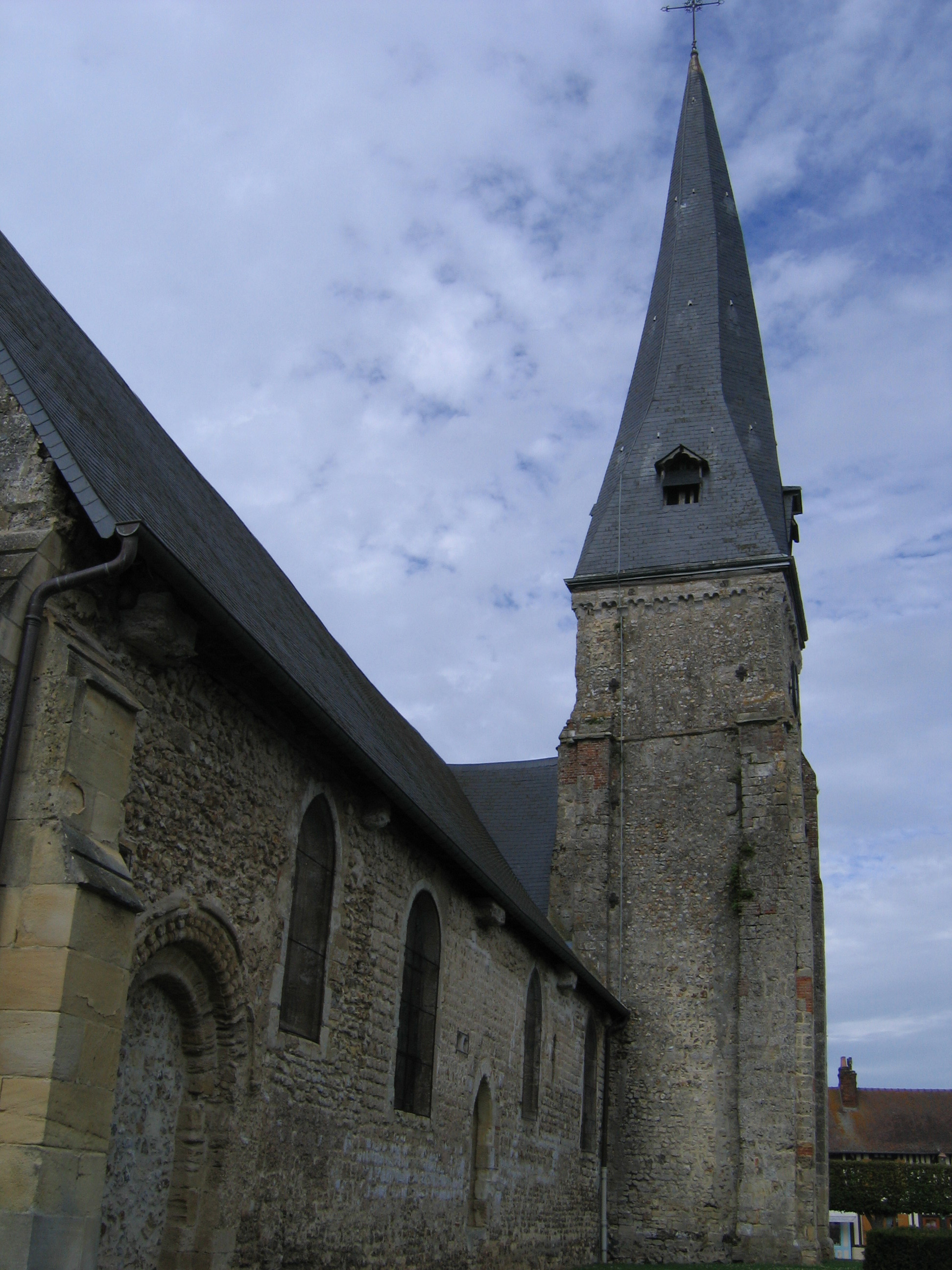
L'église romane de Moyaux et son clocher tors.

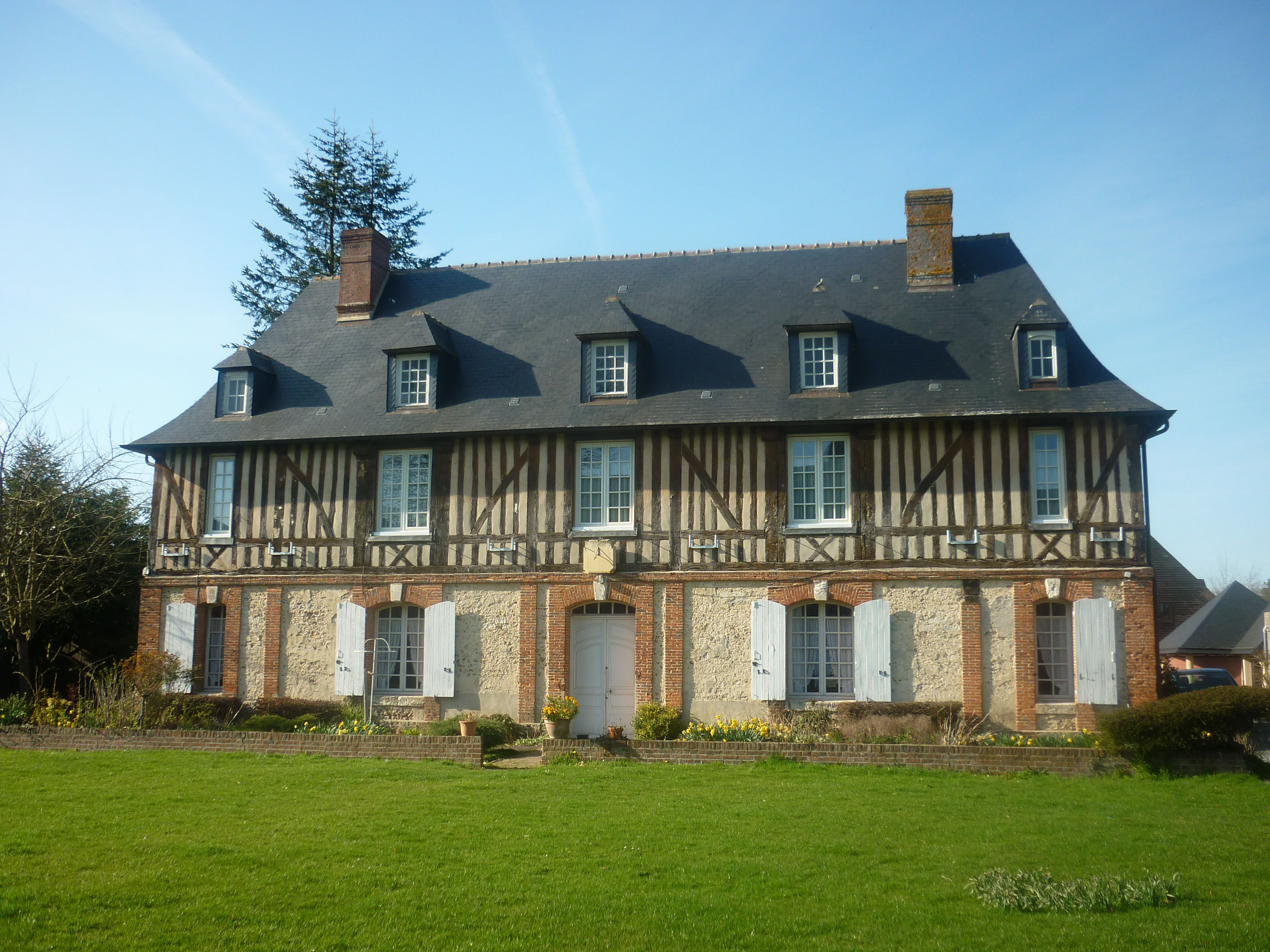
Le presbytère.

- L'église Saint-Germain du XIIe siècle (inscrite aux Monuments historiques[25]) avec un porche remarquable.
- Le presbytère, situé derrière l'église Saint-Germain, est un bâtiment du XVIIe-XVIIIe siècle construit en pan de bois, brique et silex. Le rez-de-chaussée de ce manoir typiquement augeron offre une composition symétrique axée sur la porte d'entrée à deux battants. Le plan simple comprend un hall central avec escalier qui distribue deux grandes pièces, pourvues d'une cheminée et terminées par des cabinets aux extrémités. L'étage à pans de bois reprend la même disposition. [réf. nécessaire]
- À quelques kilomètres sur la route de Thiberville, puis à gauche vers celle de Lieurey, le château du Val Sery, propriété de M. Philippe Charles, ancien maire de la commune. Cette propriété est depuis quelques années un camping (le Colombier) classé quatre étoiles.

## Activité et manifestations

### Jumelages
Moyaux est jumelée avec  Malsfeld (Allemagne) depuis 1984.

### Sports

#### Complexe sportif Nicolas-Batum
Moyaux dispose d'un complexe sportif, situé rue Michel-d'Ornano. Fraichement rénovée, cette ancienne salle Michel-d'Ornano a été inaugurée le 7 septembre 2016 par Nicolas Batum, basketteur professionnel, accompagné de Clotilde Valter, secrétaire d'État auprès de la ministre du Travail, et de Patrick Kanner, ministre de la Ville, de la Jeunesse et des Sports. C'est à ce moment que l'on a rebaptisé la salle en hommage au basketteur né à Lisieux. On y pratique de nombreux sports d'intérieurs comme le basket-ball, le tennis de table, le judo, la zumba, la gymnastique, le yoga et la danse modern-jazz.

#### Clubs

##### Football
Le Football Club de Moyaux (FC Moyaux) fait évoluer deux équipes de football en divisions de district. Le stade de football de Moyaux est situé route de Cormeilles.

##### Basket-ball
Le Moyaux Intercommunalité Basket est le club de basket-ball de Moyaux. Les entrainements et matchs se déroulent au complexe Nicolas-Batum.

##### Autres sports
Le Club de badminton du Plateau de Moyaux, créé en 2002, a développé la formation des jeunes. En 2012, la Fédération française de badminton a reconnu cet engagement en attribuant une deuxième étoile à son école de badminton[réf. nécessaire].
Les dirigeants de trois associations (le Club athlétique lexovien, le Club de badminton du Plateau de Moyaux et l'Étoile sportive livarotaise) ont décidé de s'unir et de créer le Pays d'Auge Badminton, un nouveau club qui est l'union de trois associations. Le PAB s'est construit autour d'un projet dont l'idée principale est bien entendu le développement du badminton, et ce dans deux dimensions : permettre à ceux qui le souhaitent d'être plus performants et permettre au plus grand nombre d'avoir accès à ce sport.
L'Association moyausaine de tennis de table (AMTT) est un club basé à Moyaux.
L'Entente Val d'Auge Judo dispense des cours dès l'âge de 4 ans. Les entrainements ont lieu le mercredi et le vendredi au gymnase intercommunal de Moyaux.
Le Moyaux Association Aïkido (MAAÏ) compte une quarantaine de licenciés et propose des cours d'Aïkido enfants et adultes.
L'association Zumb'A Moyaux offre la possibilité aux Moyausains et habitants des communes alentour, de profiter de cours de zumba.
L'AGDM La Moyausaine a été créée en 1977((déclaration en préfecture numéro 301673 agrément rdjs numéro 1493031)[réf. nécessaire] ; à l'époque elle ne proposait que le seul cours de gymnastique d'entretien[réf. nécessaire]. La Moyausaine propose différents cours : gymnastique adultes et seniors, yoga et danse modern-jazz. L'association  compte 109 adhérents en 2017(chiffres des effectifs de l'AG du 20/11/2017)[réf. nécessaire].

### Manifestations

#### Foire aux ânes
Moyaux organise chaque année tous les troisièmes samedis du mois de mars une foire aux ânes dans le centre-bourg. Cette fête autour de l'âne et de la ruralité propose de nombreuses animations : concours et défilés d'ânes, marché fermier et dégustation de produits du terroir.

## Personnalités liées à la commune
- Raymond Pichard (1913 à Moyaux-1992), créateur et producteur de l'émission de télévision Le Jour du Seigneur.